# Witold Reger (socjalista)
Witold Wacław Reger (ur. 20 lutego 1876 w Stryju, zm. 30 listopada 1904 w Przemyślu) – działacz socjalistyczny, dziennikarz.

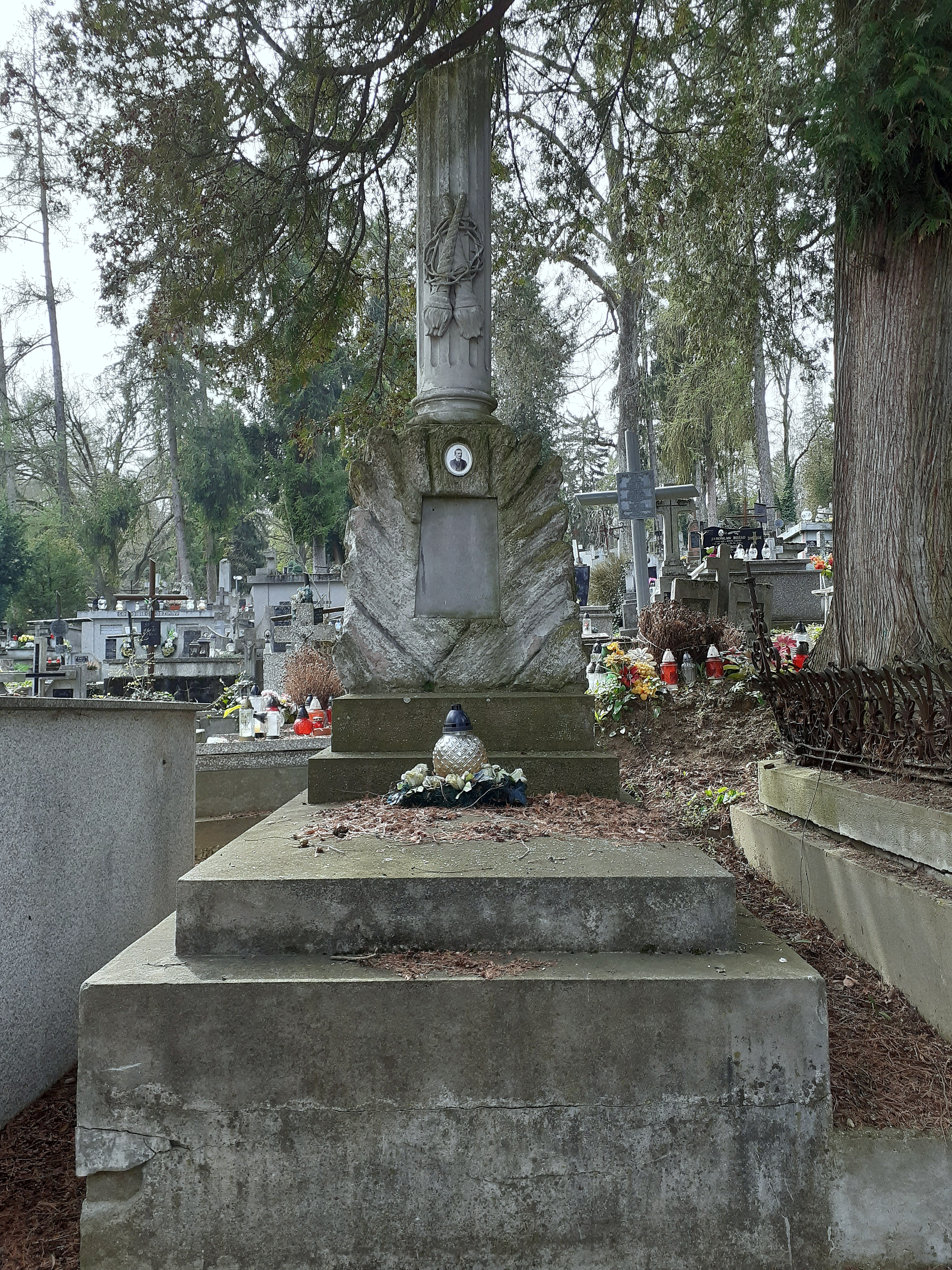
Nagrobek Witolda Regera

## Życiorys
Był synem Karola (architekta) i Emmy z domu Koch, młodszym bratem Tadeusza. Ukończył jedynie szkołę ludową oraz dwie klasy szkoły realnej w Nowym Sączu, a następnie rozpoczął w 1891 praktykę jako sprzedawca, później pracował w latach 1892–1895 jako pomocnik handlowy w Przemyślu. Był organizatorem w 1895 strajków robotniczych w Przemyślu i Sanoku, agitatorem i mówcą na licznych zgromadzeniach ludowych, wiecach i wieczorkach rocznicowych poświęconych uczczeniu tradycji ruchu robotniczego. Od czerwca do listopada 1895 za swe wystąpienia był kilkakrotnie aresztowany i stawiany przed sądem. W listopadzie 1895 wyjechał uciekając przed aresztowaniem przez Śląsk do Berlina, gdzie pracował w Redakcji „Gazety Robotniczej”, w której zadebiutował jako dziennikarz. Za działalność agitacyjną wśród robotników polskich został aresztowany, więziony w Moabicie i następnie wydalony policyjnie z Prus. Pracował wówczas jako doker w Amsterdamie potem wyjechał do Londynu i tam w drukarni „Przedświtu” wyuczył się zecerki. W 1896 został członkiem Sekcji londyńskiej ZZSP. Był delegatem SDP Galicji na IV Kongres II Międzynarodówki w Londynie odbywający się od 27 lipca do 1 sierpnia 1896. Po Kongresie wrócił do Przemyśla i po odbyciu kary kilku tygodni trwającego aresztu, rozpoczął działalność polityczną jako reprezentant ZZSP w szeregach SDP w Galicji, kolporter wydawnictw emigracyjnych i agitator, pracując zawodowo od jesieni 1897 jako urzędnik Powiatowej Kasy Chorych. W 1898 został sekretarzem, a w latach 1899–1904 był przewodniczącym lokalnej organizacji PPSD w Przemyślu. W 1900 wydał specjalną Jednodniówkę, drukowaną we Lwowie datowaną 14 lipca 1900, w której napiętnował imiennie oficerów trzech pułków piechoty stacjonujących w Przemyślu za znęcanie się nad żołnierzami. Wywołało to gwałtowną reakcję obwinionych i próbę pobicia, a następnie 10 listopada 1900 jego aresztowanie i wywiezienie do Lwowa, gdzie przebywał trzy miesiące w więzieniu. W głośnym procesie toczącym się od 19 do 26 lutego 1901 we Lwowie o obrazę armii został skazany na tydzień aresztu za obrazę władzy.  Po odbyciu wyroku sądowego spotkały go dalsze represje: 1 czerwca 1901 został pomimo stwierdzonej gruźlicy i schorzenia naczyń krwionośnych, wcielony do landszturmu, gdzie był szykanowany, a także w wyniku prowokacji skazany na cztery miesiące więzienia. Po licznych interwencjach (między innymi  Ignacego Daszyńskiego w parlamencie wiedeńskim) został w styczniu 1902 zwolniony z więzienia i służby wojskowej. Jednakże gruźlica, której stan zaostrzył się w więzieniu, pomimo kuracji umożliwionej mu dzięki PPSD i dwukrotnego pobytu nad Adriatykiem, okazała się nieuleczalna. Zmarł 30 grudnia 1904 w Przemyślu. Przed śmiercią w pełni świadomie słowem i pisemnie przyznał się do swoich błędów oraz odwołał wszystko, co mówił i pisał przeciw religii i Kościołowi katolickiemu, po czym przyjął sakramenty święte i został pochowany w chrześcijańskim pogrzebie 2 grudnia 1904 na cmentarzu Głównym w Przemyślu, który przebiegał w manifestacyjnej formie. Jego nawrócenie wywołało ogólne poruszenie w mieście, a wśród kręgów socjalistycznych wzburzenie i uznane za czyn hańbiący i gorszący.
Od 1902 był żonaty z Michaliną Olearczykówną, miał z nią córkę Emmę. Michalina jako wdowa poślubiła w 1906 swego szwagra, Tadeusza Regera, i miała z nim syna Witolda.